# پاراسودیمیوم (III) سولفید
پاراسودیمیوم(III) سولفید (به انگلیسی: Praseodymium(III) sulfide) با فرمول شیمیایی Pr۲S۳ یک ترکیب شیمیایی است. که جرم مولی آن 378.00 g/mol می‌باشد. شکل ظاهری این ترکیب، پودر قهوه‌ای با بوی تخم مرغ فاسد است.